# 혼스워글
혼스워글(Hornswoggle)은 딜런 포슬(Dylan Postl, 1986년 5월 29일 ~ )는 미국의 프로레슬링선수다. 왜소증 환자인 관계로 신장 135cm 체중 62kg의 아주 작은 선수이다. 주로 이벤트 전문 선수로 활약하고 있다. 한때는 데이브 핀레이와 태그팀으로 활약 한 적이 있다. 현재는 과거에 자신을 괴롭혔던 그레이트 칼리와 태그팀을 이루며 활동하고있다. 그러나 2014년 4월 15일 WWE 매인 이밴트에서 3MB들어가서 다시 악역으로 기막히게 전환한다. 2016년 5월 6일자로 WWE의 방출러쉬에 휘말려 방출당하고, 방출당한지 1시간 후에 제프 제럿의 단체 GFW와 계약을 맺고 6월 11일 흥행을 통해서 TNA 앰팩트에서 링네임이 스워글(Swoggle)이라는 2016년 12월 15일에서 등장을 했지만 2017년 5월 31일에 방출당하고 타단체에서 활동 중이다.

## 수상
- WWE 크루저웨이트 챔피언 (구 버전) 1회
- NWA 위스콘신 X 디비전 챔피언 1회
- PWI 올해의 신인상